# Francois Prinsloo
Francois Otieno Prinsloo (* 11. November 2001 in Nairobi, Kenia) ist ein südafrikanischer Leichtathlet, der sich auf den Diskuswurf spezialisiert hat.

## Sportliche Laufbahn
Erste Erfahrungen bei internationalen Meisterschaften sammelte Francois Prinsloo im Jahr 2018, als er bei den Afrikanischen Jugendspielen in Algier mit einer Weite von 60,55 m die Goldmedaille mit dem leichteren 1,5-kg-Diskus gewann. Anschließend startete er bei den Olympischen Jugendspielen in Buenos Aires und gelangte dort auf den neunten Platz. Im Jahr darauf belegte er bei den Juniorenafrikameisterschaften in Abidjan mit 14,66 m den vierten Platz im Kugelstoßen und gewann mit dem 1,75-kg-Diskus mit 55,79 m die Silbermedaille. 2020 begann er ein Studium an der University of South Alabama in den Vereinigten Staaten und 2022 wurde er bei den Afrikameisterschaften in Port Louis mit 46,27 m Neunter im Diskusbewerb. Im Jahr darauf brachte er bei den World University Games in Chengdu keinen gültigen Versuch zustande. 2024 wurde er NCAA-Collegemeister und qualifizierte sich für die Olympischen Sommerspiele in Paris, bei denen er mit 61,35 m den Finaleinzug verpasste.